# Češerika
Češeríka ali epifíza (latinsko epiphysis cerebri) je majhna endokrina žleza v možganih vretenčarjev. Pri človeku leži v zadnjem delu velikih možganov. V dolžino meri 5—8 mm, v širino 3–5 mm, tehta pa okoli 120 mg.
Sestavljena je iz dveh glavnih tipov celic: pinealocitov in intersticijskih celic. Pinealociti so podobni živčnim celicam (nevronom) z rožnato obarvano zrnato citoplazmo in temno obarvanim ovalnim jedrom. Intersticijske celice so podobne astrocitom.
Pinealociti tvorijo melatonin in številne druge substance, kot je serotonin. Melatonin se tvori in izloča ponoči in s pomočjo slednjega epifiza povzroči ritmične spremembe v hipotalamusu, hipofizi in spolnih žlezah (gonadah) ter uravnava začetek pubertete. S tem je torej vključena v uravnavanje dnevnih (cirkadianih) in sezonskih ritmov endokrinega sistema.
Običajne spremembe, ki so povezane s starostjo, so zunajcelične tvorbe z nakopičenim kalcijem, imenovane »možganski pesek« (acervulus cerebri).